# Blues in Orbit
Blues in Orbit is een album van het orkest van de Amerikaanse pianist, componist en bandleader Duke Ellington. De plaat voor het label Columbia werd opgenomen in 1959 en kwam uit in 1960. De plaat verscheen in 2004 op cd, met bonustracks (alternatieve opnames en opnames van eerdere sessies).

## Ontvangst
Bruce Eder kende in Allmusic drie sterren aan de plaat toe. Volgens hem mist het album het intellectuele gehalte van Ellington's  suites en conceptplaten. Toch vindt hij de plaat de moeite waard, omdat het een lichtere kant van de band laat horen. En: "it captures the essence of a late-night recording date that was as much a loose jam as a formal studio date, balancing the spontaneity of the former and the technical polish of the latter". Richard Cook en Brian Morton noemden de plaat in hun 'The Penguin Guide to Jazz on CD' "a very fine album" en waardeerden het met 3½ ster.

## Tracks
Alle composities door Duke Ellington, tenzij anders aangegeven
1. "Three J's Blues" (Jimmy Hamilton) - 2:54
2. "Smada" (Ellington, Billy Strayhorn) - 2:38
3. "Pie Eye's Blues" - 3:27
4. "Sweet and Pungent" (Strayhorn) - 4:03
5. "C Jam Blues" (Ellington, Barney Bigard) - 4:52
6. "In a Mellow Tone" (Ellington, Milt Gabler) - 2:43
7. "Blues in Blueprint" - 3:43
8. "The Swingers Get the Blues, Too" (Ellington, Matthew Gee) - 3:09
9. "The Swinger's Jump" - 3:53
10. "Blues in Orbit" (Strayhorn) - 2:29
11. "Villes Ville Is the Place, Man" - 2:33
12. "Track 360" - 2:03 Bonustrack op de cd-uitgave
13. "Sentimental Lady" - 4:02 Bonustrack op de  cd-uitgave
14. "Brown Penny" (Ellington, John La Touche) - 3:02 Bonustrack op de cd-uitgave
15. "Pie Eye's Blues" [alternate take] - 3:32 Bonustrack op de cd-uitgave
16. "Sweet and Pungent" [alternate take] (Strayhorn) - 3:52 Bonustrack op de cd-uitgave
17. "The Swinger's Jump" [alternate take] (Ellington) - 3:51 Bonustrack op de cd-uitgave
18. "Blues in Orbit" [alternate take] (Strayhorn) - 2:39 Bonustrack op de cd-uitgave
19. "Track 360" [alternate take] - 2:01 Bonustrack op de cd-uitgave

Opgenomen in Radio Recorders, Los Angeles op 4 februari 1958 (nummers 12 & 19) en 12  februari 1958 (nummers 10 & 18) en in  Columbia 30th Street Studio, New York op 25 februari 1959 (nummer 11), 2 december 1959 (nummers 1, 3-5 & 13-16) en 3 december 3, 1959 (nummers 2, 6-9 & 17).

## Bezetting
- Duke Ellington – piano (nummers 1, 3-6 & 8-19)
- Billy Strayhorn - piano (nummers 2 & 7)
- Ray Nance - trompet, viool
- Cat Anderson, Shorty Baker, Clark Terry - trumpet (nummers 10-12, 18 & 19)
- Fats Ford - trompet (track 11)
- Britt Woodman - trombone
- Matthew Gee, Booty Wood - trombone (nummers 1-9 & 13-17)
- Quentin Jackson - trombone (trombone 10-12, 18 & 19)
- John Sanders - valve trombone (nummers 10-12, 18 & 19)
- Jimmy Hamilton - klarinet, tenorsaxofoon
- Johnny Hodges - altsaxofoon (tracks 1-9, 11 & 13-17)
- Russell Procope - altsaxofoon, klarinet
- Paul Gonsalves - tenorsaxofoon
- Harry Carney - baritonsaxofoon
- Jimmy Woode - contrabas
- Jimmy Johnson - drums (nummers 1-9 & 13-17)
- Sam Woodyard - drums (nummers 10-12, 18 & 19)

Het album werd geproduceerd door Teo Macero, de heruitgave op cd door Michael Cuscuna.